# Václav Krška
Václav Krška (n. 7 octombrie 1900, Písek⁠(d), Boemia de Sud, Cehia – d. 17 noiembrie 1969, Praga, Cehoslovacia) a fost un regizor de film, scenarist și scriitor ceh.
Pe lângă propriile sale scrieri, a ecranizat filme inspirate din opera poetului Fráni Šrámek, precum și filme biografice (despre Bedřich Smetana, Josef Slavík⁠(d) și Mikoláš Aleš). El a fost supranumit „poetul filmului ceh”.

## Biografie
Krška s-a născut la Písek⁠(d) la 7 octombrie 1900 ca singurul copil al părinților săi. Tatăl său a lucrat ca măcelar și hangiu, dar a murit la scurt timp după nașterea sa. Mama lui s-a recăsătorit cu proprietarul unei mori, așa că Václav Krška a crescut într-o moară din Heřmaň⁠(d).
După moartea tatălui vitreg și a mamei sale, el a avut grijă de moară până în 1937.
În tinerețe, a fondat un teatru de amatori pentru care a scris, a jucat și a regizat. De asemenea, a scris poezii, nuvele și romane. 
Krška a realizat împreună cu František Čáp primul său film Ohnivé léto în 1939, bazat pe romanul pe care l-a scris. Acesta a fost filmat în jurul orașului Bechyně. Scene interioare au fost filmate în Castelul Konopiště și Smetanova Lhota. Filmul este renumit și pentru scena în care Lída Baarová își expune din neatenție sânii în timp ce face baie. Partea în care ea apare complet goală a fost complet tăiată.
A regizat filme ca Legenda dragostei (1957) sau Apele primăverii (1968).
A fost homosexual, la fel ca și colaboratorii săi frecvenți František Čáp și Eduard Cupák.
În timpul ocupației naziste a fost condamnat la 5 luni de închisoare pentru relații homosexuale.
Václav Krška este înmormântat în cimitirul Heřmaň, iar mormântul său are un bust realizat de sculptorul Jan Kodet. La festivalul anual de film al studenților din Písek, se acordă premiul principal, care poartă numele lui Kršek.

## Filmografie
- Ohnivé léto (1939)
- Kluci na řece (cuvJiří Slavíček, 1944)
- Řeka čaruje⁠(d) (1945)
- Až se vrátíš... (1947)
- Housle a sen⁠(d) (1947)
- Revoluční rok 1848 (1949)
- Posel úsvitu (1950)
- Viață de artist (1952)
- Mladá léta (1952)
- Měsíc nad řekou (1953)
- Stříbrný vítr⁠(d) (1954)
- Z mého života (1955)
- Dalibor⁠(d) (1956)
- Labakan (1956)
- Legenda dragostei (1957)
- Cesta zpátky (1958)
- Zde jsou lvi (1958)
- Osení (1960)
- Kde řeky mají slunce (1961)
- Komedie s Klikou (1964)
- Místo v houfu (regizorul nuvelei „Optimistul”, 1964)
- Poslední růže od Casanovy (1966)
- Dívka se třemi velbloudy (1967)
- Apele primăverii (1968)